# Julius von Lübtow
Theodor Ferdinand Julius von Lübtow (* 25. März 1799 in Stallupönen; † 29. Mai 1876 in Freiburg im Breisgau) war ein preußischer Generalmajor.

## Leben

### Herkunft
Julius war der Sohn des preußischen Kapitäns Friedrich von Lübtow (1770–1813) und dessen Ehefrau Karoline Juliane, geborene Entier (1777–1839). Sein Vater stand zuletzt im 1. Westpreußischen Infanterie-Regiment und starb in Prag an seinen Wunden, die er zu Beginn der Befreiungskriege erlitten hatte.

### Militärkarriere
Julius von Lübtow besuchte das Berliner Kadettenhaus und wurde am 6. Mai 1816 als Portepeefähnrich dem 27. Infanterie-Regiment der Preußischen Armee überwiesen. Mitte Dezember 1817 avancierte er zum Sekondeleutnant und war von Mai 1818 bis März 1822 zum Topographischen Büro in Berlin kommandiert. 1823 wurde Lübtow Adjutant des II. Bataillons, bevor er Anfang September als stellvertretender Adjutant zur 7. Division kommandiert wurde. Daran schloss sich für zwei Jahre ein Kommando als Adjutant der 13. Landwehr-Brigade in Münster an. Bis September 1839 stieg Lübtow zum Kapitän und Kompaniechef auf. Mit Patent vom 13. Dezember 1831 wurde er am 7. April 1841 in das 32. Infanterie-Regiment versetzt. Am 2. November 1844 wurde Lübtow zum Major befördert und als Kommandeur des I. Bataillons in das 27. Landwehr-Regiment versetzt. Am 24. August 1849 kam er dann in das 31. Infanterie-Regiment und avancierte Ende März 1852 zum Oberstleutnant. Am 17. März 1853 erfolgte seine Ernennung zum Kommandeur des 14. Infanterie-Regiment in Thorn. In dieser Stellung wurde Lübtow am 22. März 1853 zum Oberst befördert und am 3. September 1856 mit dem Roten Adlerorden III. Klasse mit Schleife ausgezeichnet. Auf sein Gesuch hin wurde er am 19. September 1857 als Generalmajor mit Pension zur Disposition gestellt.
Für die Dauer der Mobilmachung anlässlich des Deutschen Krieges 1866 und des Krieges gegen Frankreich 1870/71 wurde Lübtow wiederverwendet und fungierte als Kommandeur der stellvertretenden 15. Infanterie-Brigade in Erfurt. Er starb am 29. Mai 1876 in Freiburg im Breisgau.

### Familie
Lübtow heiratete am 29. Juni 1833 in Köln Elisabeth von Uckermann (1805–1874). Das Paar hatte mehrere Kinder:
- Alwine (1836–1910)
- Gustav Heinrich Leopold Julius[1] (1837–1905) ⚭ 1879 Elisabeth Gräfin von Rothenburg (1852–1914), Tochter des Fürsten Konstantin von Hohenzollern-Hechingen (1801–1869) aus dessen Morganatischen Ehe mit Amalie Schenk von Geyern (1832–1897)
- Marie (1839–1884) ⚭ August von Seebeck (1834–1914), preußischer General der Infanterie